# Bródy László

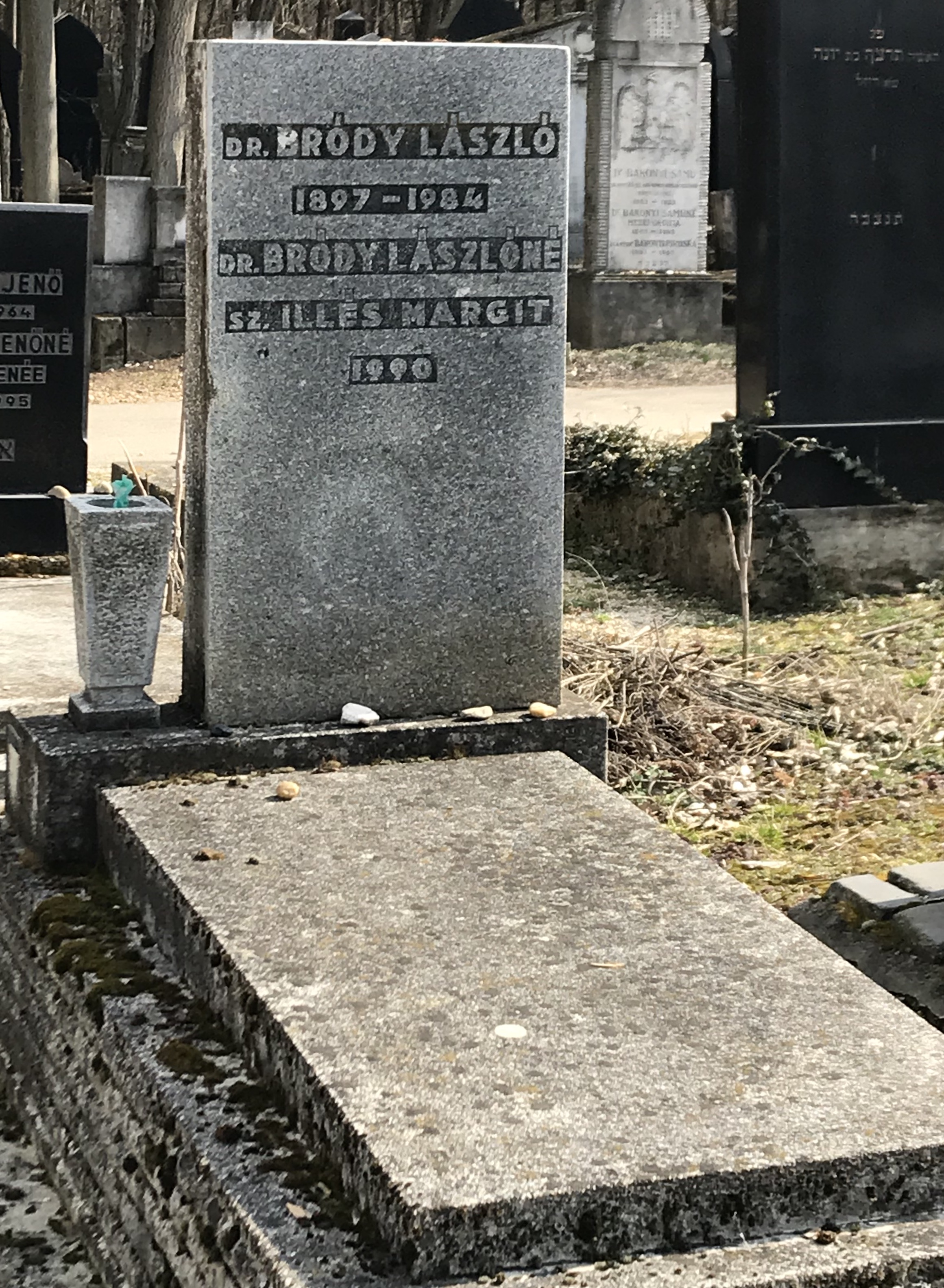
Sírja a Kozma utcai izraelita temetőben

Bródy László (Sátoraljaújhely, 1897. február 21. – Budapest, 1984. április 23.) magyar költő, író, ügyvéd. Testvére Bródy Mihály újságíró, költő, pedagógus, lapszerkesztő, aki az auschwitzi koncentrációs táborban halt meg 1944-ben.

## Élete
Kilencgyermekes zsidó család legfiatalabb tagjaként született. Budapesten jogi tanulmányokat folytatott, majd katonaként részt vett az első világháborúban. Érdemeit több kitüntetéssel ismerték el. 1931-ben ügyvédi irodát nyitott Budapesten. 1916-tól kezdve jelentek meg versei, novellái a Múlt és Jövő, a Népszava, a Nyugat, a Pesti Napló és az Új idők című lapokban. 1945 után verseket publikált az Ország-világ és az Élet és Irodalom című hetilapokban. A Hazátlanul című 1919-ben írt versét több nyelvre is lefordították, többek között angolra, héberre és jiddisre. A Bábszínház című verses játékát színpadon is bemutatták.
Sírja a Kozma utcai izraelita temetőben található.

## Családja
Bródy Zsigmond és Friedmann Janka (1853–1922) fia. Anyai nagyszülei Friedmann Ábrahám és Kluger Eszter voltak.
Első házastársa Atlasz Malvina (1904–1954) volt, akivel 1931. november 12-én Budapesten, az Erzsébetvárosban kötött házasságot. Második felesége Illés Margit.

## Művei

### Verseskötetei
- Bohóc (Budapest, 1921)
- A huszonötödik utca (Budapest, 1923)
- Nap-nap után (Budapest, 1925)
- Bábszínház (verses játék, Budapest, 1926)
- Nem kellenek mára madarak (Budapest, 1931)
- Esztendők (Budapest, 1945)
- Törpe versek. A bevezetőt Komlós Aladár írta. Illusztrálta: P. Bak János. (Budapest, 1971)
- Száz szonett. A bevezetőt Gál György Sándor írta. (Budapest, 1974)
- Vitéz László alkonya. Bábjáték 1 felvonásban. Illusztrálta: Réber László. (Budapest, 1975)
- Négyszínű toll. Versek. Bibliofil kiadás. Minikönyv. Az előszót Sásdi Sándor írta. (Budapest, 1978)
- A Biblia turistája. Összegyűjtött versek. (Budapest, 1981)